# Paul Michligk
Paul Michligk (* 1899 in Berlinchen, Landkreis Soldin, Provinz Brandenburg, Preußen; † 1978 in Berlin) war ein deutscher Organisations- und Werbefachmann, Bestsellerautor und Experte für das Betriebliche Vorschlagswesen (BVW).

## Leben
Nach einer 1920 abgeschlossenen Lehrerausbildung war er als Redaktionsvolontär, Werbe- und Anzeigenleiter und ab 1927 als selbständiger Werbeberater tätig. 1932 wurde er Mitglied der NSDAP und nahm 1934 mit einem Bericht am Preisausschreiben Theodore Abels teil, in dem er seinen Lebenslauf darlegte und seinen Beitritt in die Partei begründete. 1934 wurde er Verlagsdirektor beim Deutschen Rechtsverlag und 1938 Werbeleiter bei den Junkers Flugzeug- und Motorenwerken.
1941 wechselte Michligk zur Deutschen Arbeitsfront, zu der auch das Amt für Leistungsertüchtigung, Berufserziehung und Betriebsführung (LBB) gehörte. Beim LBB, das er nach eigenen Angaben leitete, bis er (wahrscheinlich 1943) zur Lehrmittelzentrale der DAF wechselte, war Michligk für die Forcierung des Betrieblichen Vorschlagswesens zuständig. Die Zahl der deutschen Firmen, die ein BVW hatten, stieg in dieser Zeit von 3.000 (1941) auf 35.000 (1943). Bis 1944 veröffentlichte er mehrere Bücher zu Grundsatzfragen des BVW.
Ab 1946 war er Werbeleiter einer Spielwarenfabrik und ab 1949 in einem Adressbuchverlag tätig. Ab Juli 1952 war er wieder selbständiger Werbeberater. Als seine Spezialgebiete nannte er innerbetriebliche Werbung einschließlich des Betrieblichen Vorschlagswesens.
1953 veröffentlichte Michligk ein Buch zum BVW, das in Anlehnung an seine Praxis des betrieblichen Vorschlagswesens von 1941 den Titel Neue Praxis des betrieblichen Vorschlagswesens und der Arbeitsvereinfachung  hatte und über viele Jahre das umfassendste Werk zu diesem Thema war.
1955 erschien Was wir unseren Mitarbeitern zu sagen haben als vierte, erweiterte Auflage eines 1934 erstmals von ihm veröffentlichten Buches.
Seine Export-Werbung (1955), Elementare Werbekunde (1958) und Geheimnisse der Werbesprache (1967) machten ihn zu einem  anerkannten, noch heute zitierten Autor zum Thema Werbung.
Michligks ursprünglich 1960 in der Schweiz veröffentlichter Ratgeber Das Richtige tun wurde bis in die 1970er Jahre als Taschenbuch unter dem Titel Gestalte dein Leben erfolgreich mehrfach neu aufgelegt.

## Werke
- Scheckschwindel und Dokumenten-Fälschungen. Berlin 1926
- Moderner, rationeller Verlagsbetrieb. Berlin 1926
- Dienen und Verdienen. Deutsche Experimente, Amerikanische Erfolge. Stuttgart 1927
- (mit Ernst Meunier): Die Eigenwerbung des Verlegers. Berlin 1927
- Das Abrechnungswesen im Zeitungs- und Zeitschriften-Verlag. Berlin 1929
- Taylorisierte Finanz-Buchhaltung im Einzelhandel. Stuttgart 1930
- Taylorisierte Buchhaltung im Zeitungsverlag. Stuttgart 1930
- Handbuch der Bürotechnik für Verlagsbetriebe. Berlin 1930
- Markenartikel-Handbuch. Leipzig 1931
- 224 Ideen, Kniffe, Wege und Erfolge für Werbung und Verkauf. Berlin 1933
- 306 erprobte Erfahrungen in der Auswahl und Anwendung der Werbemittel. Berlin 1933
- 100 Finessen von deren Kenntnis der Mehrerfolg der Werbung abhängt. Berlin 1933
- Was wir unseren Mitarbeitern zu sagen haben. Berlin 1934 (Neuauflage: Siegburg 1955)
- (mit Hermann Schneider): Schreibe richtig, schreibe klar. Berlin 1934
- Ahnenforschung leicht gemacht. Wege zur Ahnentafel und Familienkunde. Berlin 1934
- Rechtswahrer in 7 Jahrhunderten deutschen Kulturschaffens. Berlin 1936
- Werbende Führung im Betrieb (Innerbetriebliche Werbung). Berlin 1941
- Richtig führen, der Weg zu betrieblicher Bestleistung. Berlin 1941 (auch niederländisch)
- Die Praxis des betrieblichen Vorschlagswesens. Berlin 1941
- Kamerad, was können wir verbessern? Berlin 1942 (auch niederländisch und französisch)
- Einfacher, leichter, schneller (800 Verbesserungsvorschläge). Berlin 1943
- Bewertungsfragen beim betrieblichen Vorschlagswesen. Berlin 1943[3]
- Köpfchen, Köpfchen und viel Herz. Berlin 1944
- Innerbetriebliche Werbung um Mitarbeit. Essen 1953
- Neue Praxis des betrieblichen Vorschlagswesens und der Arbeitsvereinfachung. Stuttgart 1953
- Export-Werbung. Stuttgart 1955
- Was wir unseren Mitarbeitern zu sagen haben. Siegburg 1955 (1. Auflage Berlin 1934)
- Elementare Werbekunde. Essen 1958
- Das Richtige tun. Lebensführung, Erfolgsgestaltung, Menschenbehandlung. Thun 1960
- Geheimnisse der Werbesprache. Essen 1967